# Rock Milestones: Asia
Rock Milestones: Asia es un DVD de la banda británica de rock progresivo Asia y fue publicado en marzo del 2006 por la discográfica Edgehill. Fue lanzado después por Classic Rock Productions en abril del mismo año.
Este DVD contiene los vídeos de los más grandes éxitos de la banda, además incluye la realización de su álbum debut Asia, detrás de cámaras de algunos de sus conciertos, entrevistas con la banda y con el artista de portada Roger Dean.

## Lista de canciones
| Side one |                       |          |  |
| N.º      | Título                | Duración |  |
| 1.       | «Sole Survivor»       |          |  |
| 2.       | «Cutting It Fine»     |          |  |
| 3.       | «Wildest Dreams»      |          |  |
| 4.       | «Only Time Will Tell» |          |  |
| 5.       | «Time Again»          |          |  |
| 6.       | «Heat of the Moment»  |          |  |

### Live in Moscow
| Side one |                       |          |  |
| N.º      | Título                | Duración |  |
| 1.       | «Heat of the Moment»  |          |  |
| 2.       | «Only Time Will Tell» |          |  |
| 3.       | «Sole Survivor»       |          |  |

## Formación
- John Wetton — voz principal y bajo
- Geoff Downes — teclado
- Carl Palmer — batería
- Steve Howe — guitarra